# 宇部中継局
宇部中継局（うべちゅうけいきょく）は、山口県宇部市に置かれているテレビジョン・FMラジオ放送の中継局。なお、ここでは宇部市内にある宇部小野テレビ中継局についても、あわせて記載する。

## 宇部テレビ・FM中継局

### デジタルテレビ放送
| ID | 放送局名         | チャンネル 番号 | 空中線 電力 | ERP   | 偏波面   | 放送対象 地域 | 放送区域 内世帯数 | 運用開始日      | Gガイド 局名表記  | ワンセグ 局名表記 |
| -- | ---------------- | --------------- | ----------- | ----- | -------- | ------------- | ----------------- | --------------- | ----------------- | ----------------- |
| 1  | NHK 山口総合     | 43              | 300mW       | 1.55W | 垂直偏波 | 山口県        | 約9,500世帯       | 2008年 12月22日 | NHK総合ｘ・山口   | NHK携帯G・山口    |
| 2  | NHK 山口教育     | 46              | 300mW       | 1.5W  | 垂直偏波 | 全国          | 約9,500世帯       | 2008年 12月22日 | NHK Eテレｘ・山口 | NHK携帯2          |
| 3  | tys テレビ山口   | 49              | 300mW       | 1.55W | 垂直偏波 | 山口県        | 約9,500世帯       | 2008年 12月22日 | tysテレビ山口ｘ   | tysテレビ山口携帯 |
| 4  | KRY 山口放送     | 52              | 300mW       | 1.55W | 垂直偏波 | 山口県        | 約9,500世帯       | 2008年 12月22日 | 山口放送ｘ        | 山口放送携帯      |
| 5  | yab 山口朝日放送 | 59 → 44         | 300mW       | 1.65W | 垂直偏波 | 山口県        | 約9,500世帯       | 2008年 12月22日 | yab山口朝日ｘ     | yab山口朝日携帯   |

- 所在地： 宇部市小串（大場山）[1][7]
- 放送区域： 宇部市の一部[1][7]
- 2008年11月21日に予備免許が交付され[8]、11月26日から試験放送を実施[8]。12月19日に本免許が交付され、12月22日に本放送を開始した[2]。

### アナログテレビ放送
| チャンネル 番号 | 放送局名         | 空中線 電力       | ERP                | 偏波面   | 放送対象 地域 | 放送区域内 世帯数 | 運用開始日     |
| --------------- | ---------------- | ----------------- | ------------------ | -------- | ------------- | ----------------- | -------------- |
| 31 → 24         | yab 山口朝日放送 | 映像100W/ 音声25W | 映像620W/ 音声155W | 垂直偏波 | 山口県        | -                 | 1993年 9月26日 |
| 20 → 44         | tys テレビ山口   | 映像100W/ 音声25W | 映像620W/ 音声155W | 垂直偏波 | 山口県        | -                 | 1971年 1月20日 |
| 14 → 55         | NHK 山口教育     | 映像100W/ 音声25W | 映像540W/ 音声135W | 垂直偏波 | 全国          | -                 | 1971年 1月20日 |
| 16 → 58         | NHK 山口総合     | 映像100W/ 音声25W | 映像520W/ 音声130W | 垂直偏波 | 山口県        | -                 | 1971年 1月20日 |
| 18 → 61         | KRY 山口放送     | 映像100W/ 音声25W | 映像560W/ 音声140W | 垂直偏波 | 山口県        | -                 | 1971年 1月20日 |

- 所在地： デジタルテレビ放送に同じ
- 2011年7月24日をもってすべて廃止された。

### FMラジオ放送
| 周波数  | 放送局名         | 空中線 電力 | ERP  | 偏波面   | 放送対象 地域 | 放送区域内 世帯数 | 運用開始日    |
| ------- | ---------------- | ----------- | ---- | -------- | ------------- | ----------------- | ------------- |
| 83.3MHz | NHK 山口FM       | 100W        | 270W | 垂直偏波 | 山口県        | -                 | -             |
| 88.6MHz | FMY エフエム山口 | 100W        | 280W | 垂直偏波 | 山口県        | -                 | -             |
| 92.3MHz | KRY 宇部FM       | 100W        | 110W | -        | 山口県        | 約6万3千世帯      | 2018年4月11日 |

- 所在地： デジタルテレビ放送に同じ

## 宇部小野テレビ中継局

### デジタルテレビ放送
| リモコン 番号 | 放送局名         | チャンネル 番号 | 空中線 電力 | ERP   | 偏波面   | 放送対象 地域 | 放送区域内 世帯数 | 運用開始日      | Gガイド 局名表記  | ワンセグ 局名表記 |
| ------------- | ---------------- | --------------- | ----------- | ----- | -------- | ------------- | ----------------- | --------------- | ----------------- | ----------------- |
| 1             | NHK 山口総合     | 37              | 300mW       | 930mW | 水平偏波 | 山口県        | 約690世帯         | 2009年 10月27日 | NHK総合ｘ・山口   | NHK携帯G・山口    |
| 2             | NHK 山口教育     | 25              | 300mW       | 950mW | 水平偏波 | 全国          | 約690世帯         | 2009年 10月27日 | NHK Eテレｘ・山口 | NHK携帯2          |
| 3             | tys テレビ山口   | 34              | 300mW       | 890mW | 水平偏波 | 山口県        | 約690世帯         | 2009年 10月27日 | tysテレビ山口ｘ   | tysテレビ山口携帯 |
| 4             | KRY 山口放送     | 48              | 300mW       | 870mW | 水平偏波 | 山口県        | 約690世帯         | 2009年 10月27日 | 山口放送ｘ        | 山口放送携帯      |
| 5             | yab 山口朝日放送 | 50              | 300mW       | 870mW | 水平偏波 | 山口県        | 約690世帯         | 2009年 10月27日 | yab山口朝日ｘ     | yab山口朝日携帯   |

- 所在地： 宇部市小野字岩川第十（岩郷山）[13][15]
- 放送区域： 宇部市の一部[13][15]
- 2009年8月28日に予備免許が交付され[16]、10月上旬から試験放送を実施[16]、10月27日に本放送を開始した[14]。

### アナログテレビ放送
| チャンネル 番号 | 放送局名         | 空中線 電力       | ERP                 | 偏波面   | 放送対象 地域 | 放送区域内 世帯数 | 運用開始日      |
| --------------- | ---------------- | ----------------- | ------------------- | -------- | ------------- | ----------------- | --------------- |
| 46              | yab 山口朝日放送 | 映像3W/ 音声750mW | 映像12W/ 音声3W     | 水平偏波 | 山口県        | -                 | 1994年 12月22日 |
| 52              | tys テレビ山口   | 映像3W/ 音声750mW | 映像12W/ 音声3W     | 水平偏波 | 山口県        | -                 | 1994年 12月22日 |
| 54              | KRY 山口放送     | 映像3W/ 音声750mW | 映像12W/ 音声3W     | 水平偏波 | 山口県        | -                 | 1994年 12月22日 |
| 57              | NHK 山口総合     | 映像3W/ 音声750mW | 映像12.5W/ 音声3.1W | 水平偏波 | 山口県        | -                 | 1972年 5月17日  |
| 59              | NHK 山口教育     | 映像3W/ 音声750mW | 映像12.5W/ 音声3.1W | 水平偏波 | 全国          | -                 | 1972年 5月17日  |

- 所在地： デジタルテレビ放送に同じ
- 2011年7月24日をもってすべて廃止された。